# أولف نيلسون (كاتب)
أولف نيلسون (بالسويدية: Ulf Nilsson) هو كاتب للأطفال وكاتب سويدي، ولد في 1948 في هلسينغبورغ في السويد.

## وصلات خارجية
- أولف نيلسون على موقع IMDb (الإنجليزية)
- أولف نيلسون على موقع ميوزك برينز (الإنجليزية)